# Bologne (Haute-Marne)
Pour les articles homonymes, voir Bologne (homonymie).
Bologne est une commune française située dans le département de la Haute-Marne, en région Grand Est. Les habitants se nomment les Bolognais et Bolognaises.

## Géographie
Bologne se situe à 11 km au nord de la préfecture Chaumont. On y accède par la voie express RN 67 (en 2x2 voies et demi-échangeur), et le train TER Reims - Dijon. Bologne est située dans un large méandre de la Marne. Le canal entre Champagne et Bourgogne valorise le tourisme fluvial.
Le 1er février 1973, deux communes limitrophes, Marault et Roôcourt-la-Côte, ont été rattachées à Bologne.

### Hydrographie
La commune est dans la région hydrographique « la Seine de sa source au confluent de l'Oise (exclu) » au sein du bassin Seine-Normandie. Elle est drainée par le canal de la Marne a la Saone, la Marne, le Meures, divers bras de la Forge, divers bras de la Marne, le canal 01 des Cornées, le cours d'eau 01 de l'Aréniée, le cours d'eau 01 des Hâtelles, le cours d'eau 02 des Cornées, le Fossé 01 de Carron, le Fossé 01 de la Prairie de Chaarmoy, le Fossé 01 des Chênaies, le Fossé 01 des Cornées, le Fossé 01 du Bois de la Voivre, le Fossé 01 du Breuil aux Moines, la Marne, le ruisseau des Vervelles,.
Le canal de la Marne à la Saône est un canal à bief de partage au gabarit Freycinet, d'une longueur de 160 km reliant les vallées de la Marne et de la Saône, géré par les Voies navigables de France. 
La Marne  prend sa source sur le plateau de Langres, dans la commune de Saints-Geosmes (Haute-Marne) et se jette dans la Seine entre Charenton-le-Pont et Alfortville (Val-de-Marne) dans le quartier de Conflans-l'Archevêque. 

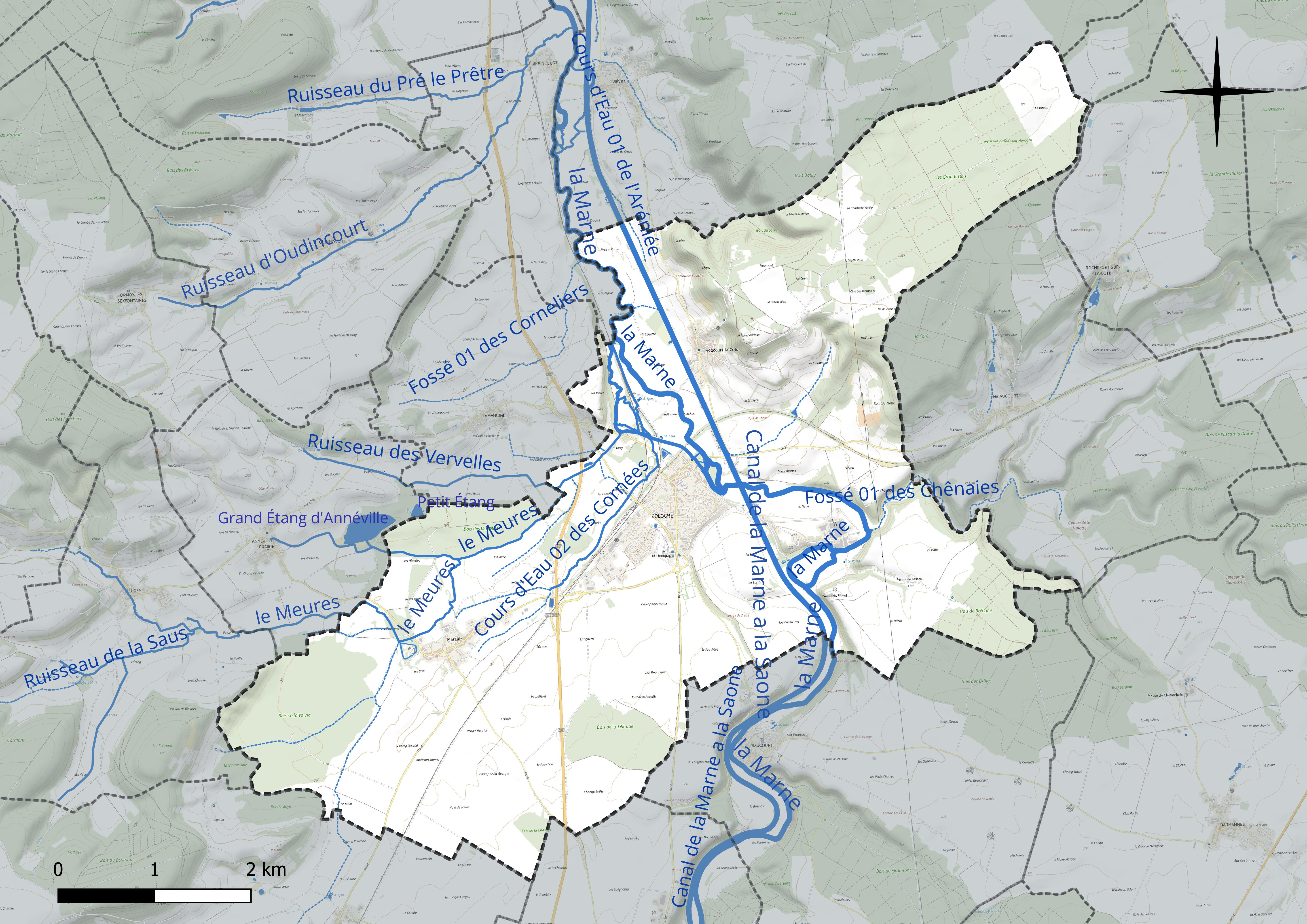
Réseau hydrographique de Bologne.

### Climat
Pour des articles plus généraux, voir Climat du Grand Est et Climat de la Haute-Marne.
En 2010, le climat de la commune est de type climat des marges montargnardes, selon une étude du Centre national de la recherche scientifique s'appuyant sur une série de données couvrant la période 1971-2000. En 2020, Météo-France publie une typologie des climats de la France métropolitaine dans laquelle la commune est exposée à un climat océanique altéré et est dans la région climatique  Lorraine, plateau de Langres, Morvan, caractérisée par un hiver rude (1,5 °C), des vents modérés et des brouillards fréquents en automne et hiver. 
Pour la période 1971-2000, la température annuelle moyenne est de 10,2 °C, avec une amplitude thermique annuelle de 16,2 °C. Le cumul annuel moyen de précipitations est de 929 mm, avec 13 jours de précipitations en janvier et 9,3 jours en juillet. Pour la période 1991-2020, la température moyenne annuelle observée sur la station météorologique de Météo-France la plus proche, « Bourdons_sapc », sur la commune de Bourdons-sur-Rognon à 16 km à vol d'oiseau, est de 10,0 °C et le cumul annuel moyen de précipitations est de 1 011,1 mm. 
La température maximale relevée sur cette station est de 40,1 °C, atteinte le 25 juillet 2019 ; la température minimale est de −22,1 °C, atteinte le 20 décembre 2009,,. 
Les paramètres climatiques de la commune ont été estimés pour le milieu du siècle (2041-2070) selon différents scénarios d'émission de gaz à effet de serre à partir des nouvelles projections climatiques de référence DRIAS-2020. Ils sont consultables sur un site dédié publié par Météo-France en novembre 2022.

## Urbanisme

### Typologie
Au 1er janvier 2024, Bologne est catégorisée bourg rural, selon la nouvelle grille communale de densité à sept niveaux définie par l'Insee en 2022.
Elle est située hors unité urbaine. Par ailleurs la commune fait partie de l'aire d'attraction de Chaumont, dont elle est une commune de la couronne,. Cette aire, qui regroupe 112 communes, est catégorisée dans les aires de 50 000 à moins de 200 000 habitants,.

### Occupation des sols
L'occupation des sols de la commune, telle qu'elle ressort de la base de données européenne d’occupation biophysique des sols Corine Land Cover (CLC), est marquée par l'importance des territoires agricoles (63,8 % en 2018), en diminution par rapport à 1990 (65,4 %). La répartition détaillée en 2018 est la suivante : terres arables (38,6 %), forêts (30,1 %), prairies (23,8 %), zones urbanisées (4 %), zones industrielles ou commerciales et réseaux de communication (2,1 %), zones agricoles hétérogènes (1,4 %). L'évolution de l’occupation des sols de la commune et de ses infrastructures peut être observée sur les différentes représentations cartographiques du territoire : la carte de Cassini (XVIIIe siècle), la carte d'état-major (1820-1866) et les cartes ou photos aériennes de l'IGN pour la période actuelle (1950 à aujourd'hui).

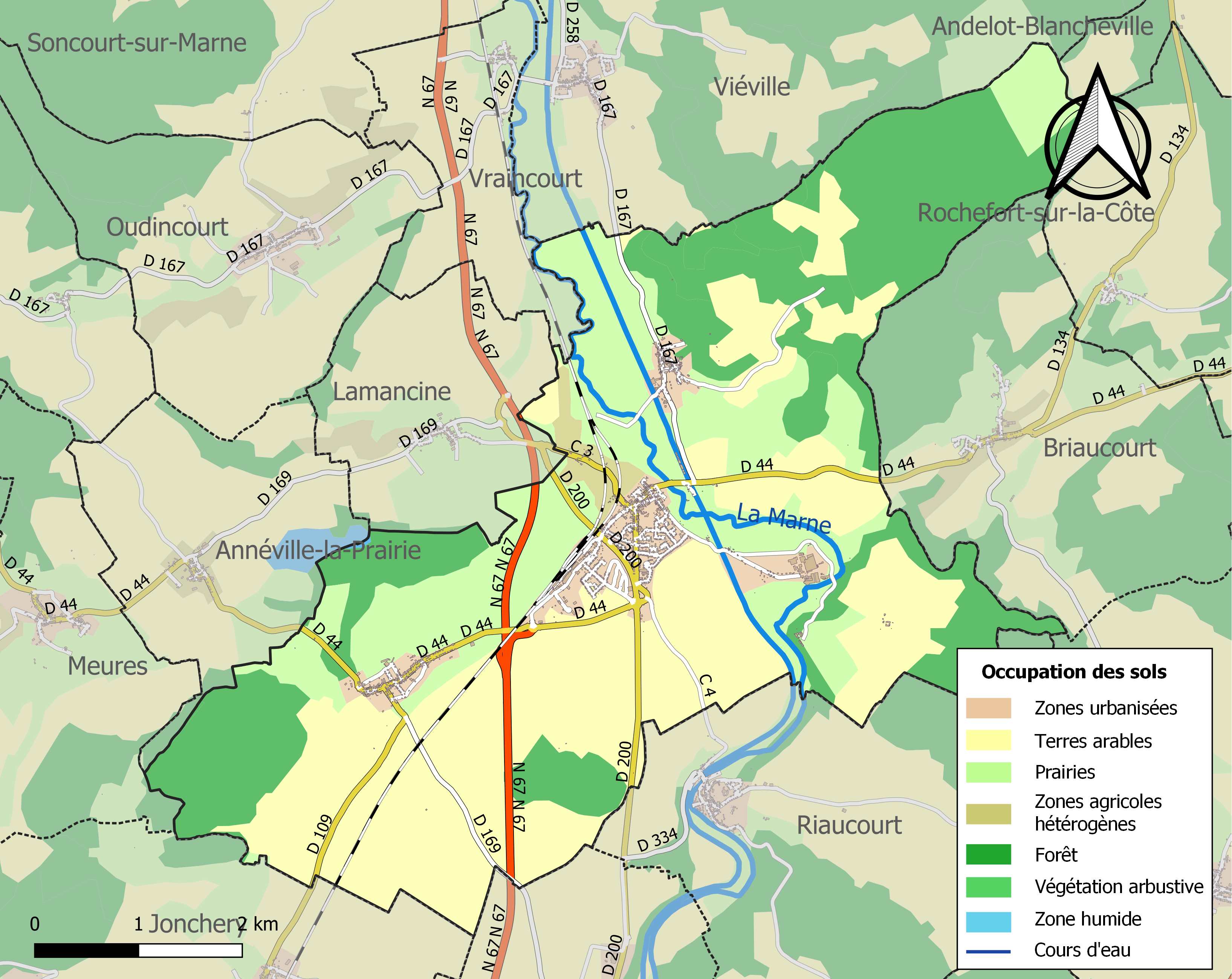
Carte des infrastructures et de l'occupation des sols de la commune en 2018 (CLC).

## Toponymie
Plusieurs propositions sont présentées :
- M. Chaume le rapproche avec les Boïens, évoquant le fait qu’ils imposèrent le nom de Bononia à la ville étrusque de Felsina lors de leur incursion en Italie. Il propose ensuite de voir dans ce nom le témoignage antique d’une alliance entre les Boïens et les Lingons[17] ;
- M. Taverdet propose le nom gaulois bononia, dérivé de bona, fondation, ville ;
- M. Catherinet évoque Bona : le village, et Olonna : qui pourrait être l'ancien nom de la Marne, ce qui se traduit par village du bord de Marne ;
- M. Jolibois affirme que le bourg doit son nom à une sainte Bologne, vierge martyrisée sous Julien ;
- D'autres auteurs le rapprochent d'un nom de personne.
- Occurrences : Ecclesia Bolonie (1101) ; Boloigne (1261) ; Bouloine (1274-1275) ; Bouloingne (1326) ; Boloigne-sur-Marne, Bouloigne (1419) ; Boulongne (1488) ; Bolongne (1545) ; Boulongne-sur-Marne (1551) ; Boullongne (1573) ; Boulogne (1704) ; Bologne (1732) ; Bollogne (1787).

## Histoire
Un buste en pierre de Cernunnos a été retrouvé sur le territoire de la commune.
À l'époque gallo-romaine, Bologne était un vicus des Lingons nommé Andarta, tenant une position stratégique sur la Marne, au carrefour de la voie romaine Montsaon/Soulosse. Puis les invasions eurent raison du petit bourg, qui fut complètement ravagé[réf. nécessaire]. De cette époque naquit la légende de sainte Bologne, vierge qui aurait été martyrisée par Julien.
Durant le Moyen Âge, le Bolenois ou Bolonois, pagus Boloniensis, comitatus Buloniensis (de 757 au XIe siècle), empruntait son nom au bourg de Bologne, son chef-lieu. Son territoire a été absorbé par le doyenné de Chaumont, archidiaconé du Barrois. Dans ce petit pagus étaient compris Bologne, Condes, Helnane (disparu), Marault (car dès le XVe siècle et encore au XVIIe, il était dit in Bolonia),, Meures, Ormoy-lès-Sexfontaines, Saint-Flavien (disparu). Le comté a appartenu aux Hugonides présents en Bassigny, Ornois et Perthois. Bologne dépendit à la suite de la seigneurie de Sexfontaines.

## Politique et administration

### Liste des maires

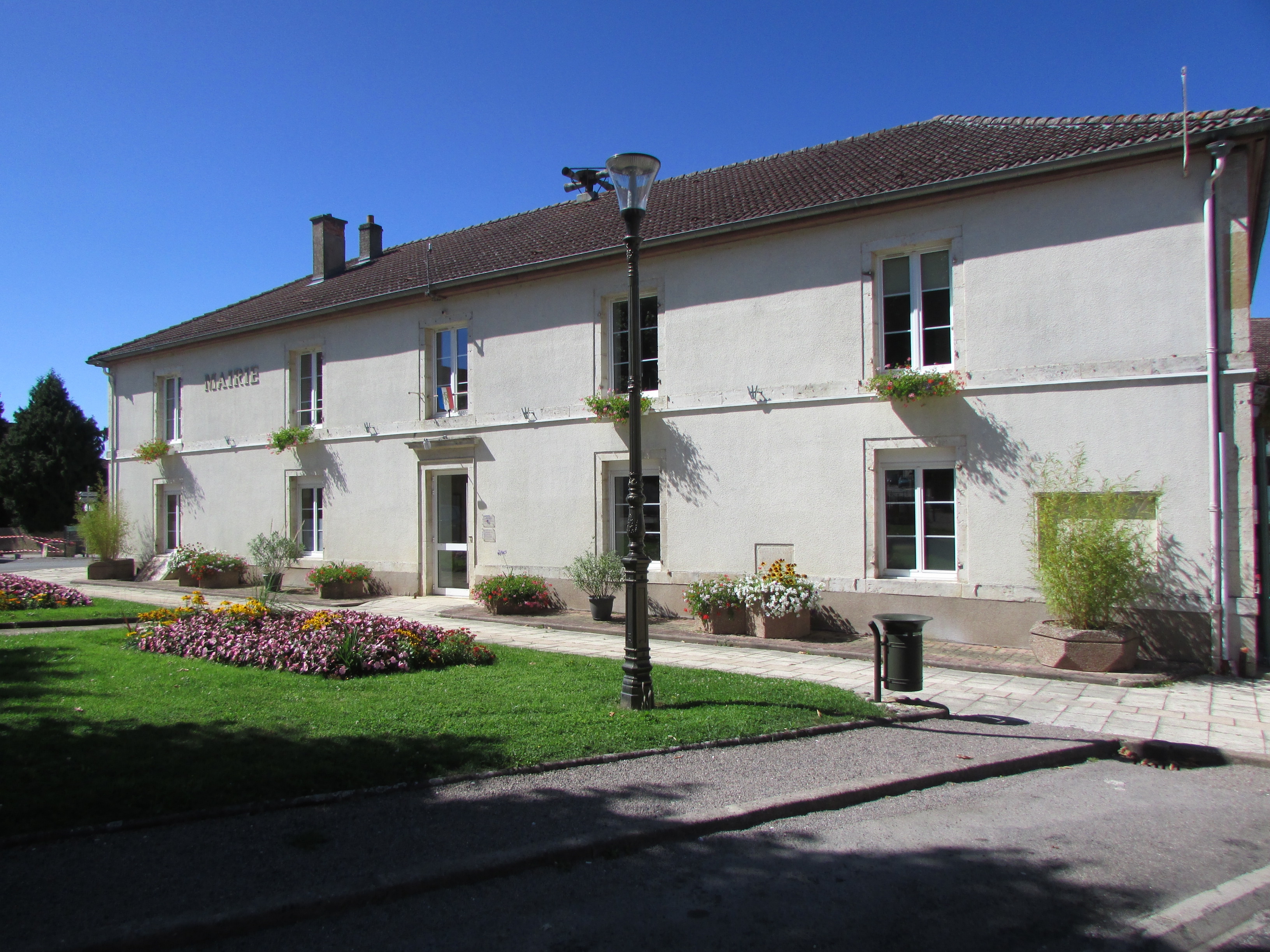
La mairie.

| Période                                  | Période      | Identité             | Étiquette | Qualité |
| ---------------------------------------- | ------------ | -------------------- | --------- | ------- |
| mars 2001                                | mai 2020     | Jean-Yves Roy        |           |         |
| mai 2020                                 | février 2022 | Francis Hasselberger |           |         |
| 08 mars 2022                             | En cours     | Maxence Lemoine      |           |         |
| Les données manquantes sont à compléter. |              |                      |           |         |

## Population et société

### Démographie

#### Évolution démographique
L'évolution du nombre d'habitants est connue à travers les recensements de la population effectués dans la commune depuis 1793. Pour les communes de moins de 10 000 habitants, une enquête de recensement portant sur toute la population est réalisée tous les cinq ans, les populations de référence des années intermédiaires étant quant à elles estimées par interpolation ou extrapolation. Pour la commune, le premier recensement exhaustif entrant dans le cadre du nouveau dispositif a été réalisé en 2005.

En 2022, la commune comptait 1 836 habitants, en évolution de −3,82 % par rapport à 2016 (Haute-Marne : −4,62 %, France hors Mayotte : +2,11 %).
| 1793 | 1800 | 1806 | 1821 | 1831 | 1836 | 1841 | 1846 | 1851 |
| ---- | ---- | ---- | ---- | ---- | ---- | ---- | ---- | ---- |
| 276  | 302  | 265  | 432  | 527  | 607  | 653  | 556  | 597  |

| 1856 | 1861 | 1866 | 1872 | 1876 | 1881 | 1886  | 1891  | 1896  |
| ---- | ---- | ---- | ---- | ---- | ---- | ----- | ----- | ----- |
| 658  | 624  | 673  | 591  | 611  | 983  | 1 036 | 1 007 | 1 066 |

| 1901 | 1906 | 1911 | 1921 | 1926 | 1931 | 1936 | 1946 | 1954 |
| ---- | ---- | ---- | ---- | ---- | ---- | ---- | ---- | ---- |
| 998  | 881  | 836  | 828  | 865  | 932  | 942  | 799  | 865  |

| 1962  | 1968  | 1975  | 1982  | 1990  | 1999  | 2005  | 2006  | 2010  |
| ----- | ----- | ----- | ----- | ----- | ----- | ----- | ----- | ----- |
| 1 264 | 1 504 | 2 231 | 2 131 | 2 041 | 1 943 | 1 854 | 1 849 | 1 877 |

| 2015  | 2020  | 2022  | - | - | - | - | - | - |
| ----- | ----- | ----- | - | - | - | - | - | - |
| 1 897 | 1 827 | 1 836 | - | - | - | - | - | - |

## Économie

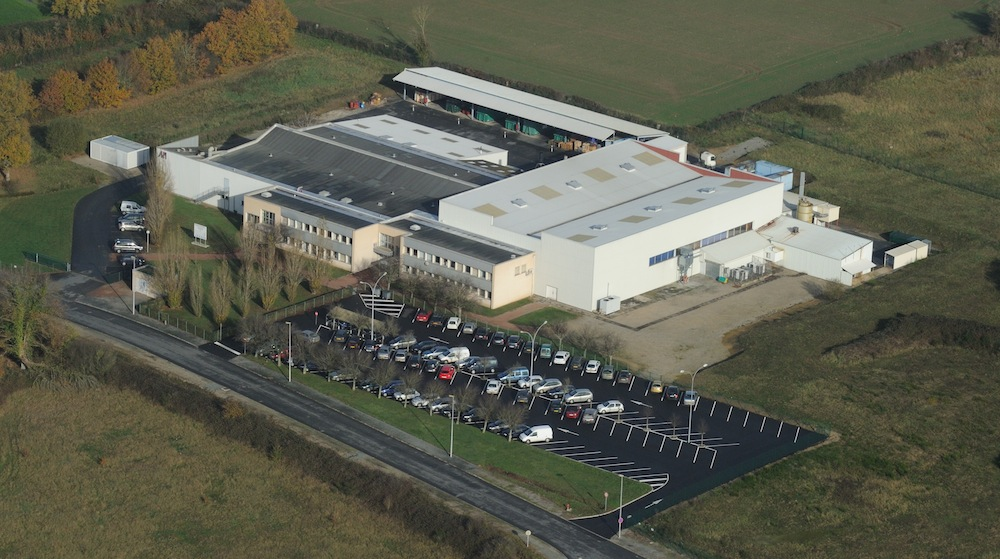
Les Forges de Bologne en 2011.

Les Forges de Bologne appartiennent depuis 2014 au groupe Lisi. C'est l'un des 20 sites de Lisi Aerospace. C'est le plus important employeur de Haute-Marne avec 750 employés (2018). Le déménagement de l'entreprise était prévu courant 2019 à Chaumont dans une nouvelle forge de 40 000 m2 sur une parcelle de 10 hectares du parc Plein'Est de Chaumont, à seulement 10 km du site de Bologne. L'aménagement des locaux n'a débuté qu'en février 2021 et le déménagement lui-même, en septembre 2022.
Une importante zone d’activités économiques, dite ZAE Bologne-Gare, a été aménagée par la communauté de communes. Elle est directement accessible par l’échangeur de la RN 67.

## Lieux et monuments
- Château de Marault, inscrit au titre des monuments historiques le 26 juillet 2007[31] ;
- Église Sainte-Bologne, à plan en croix latine, inscrite aux monuments historiques le 13 février 1928[32] ;
- Moulin des tanneries.

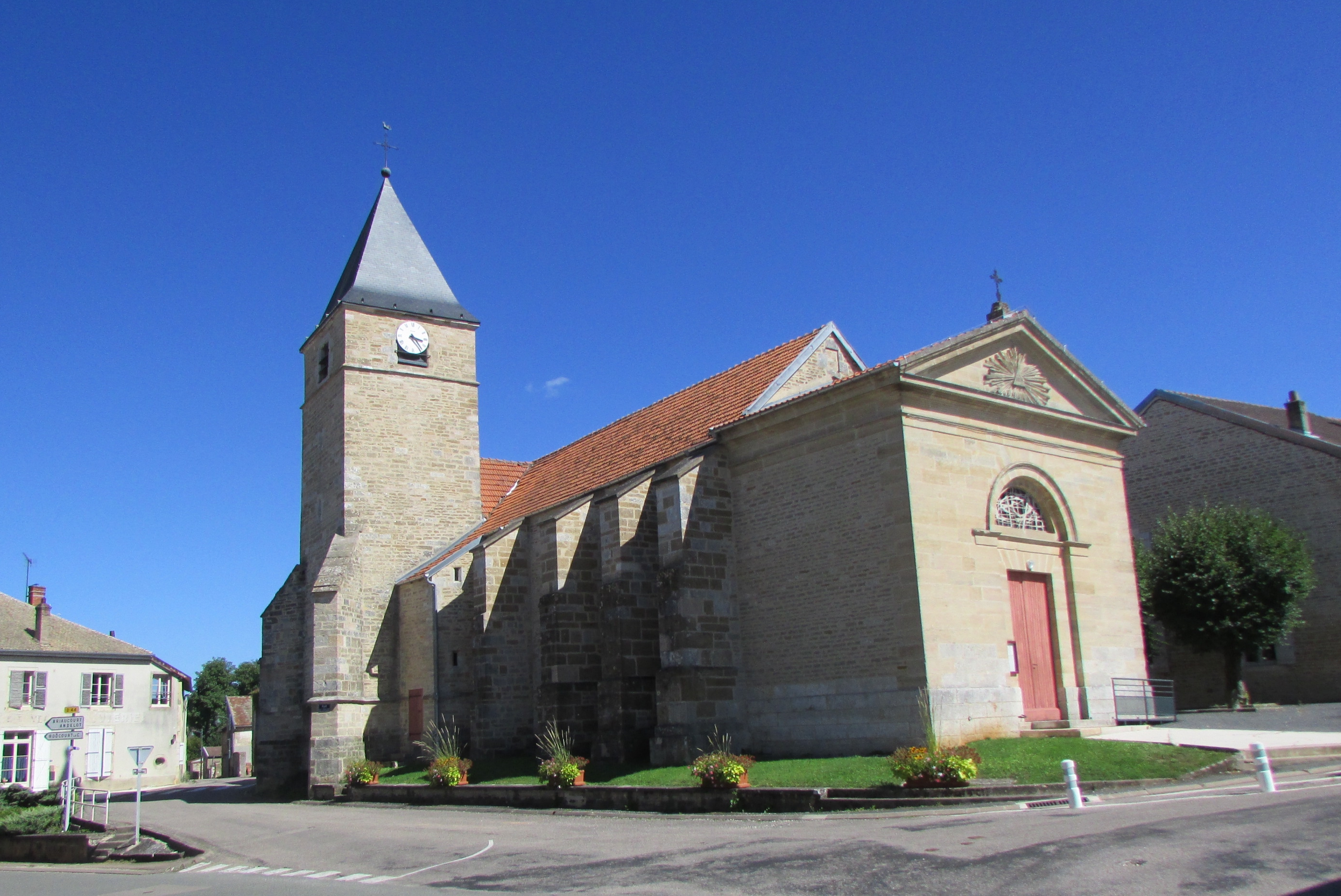
L'église.
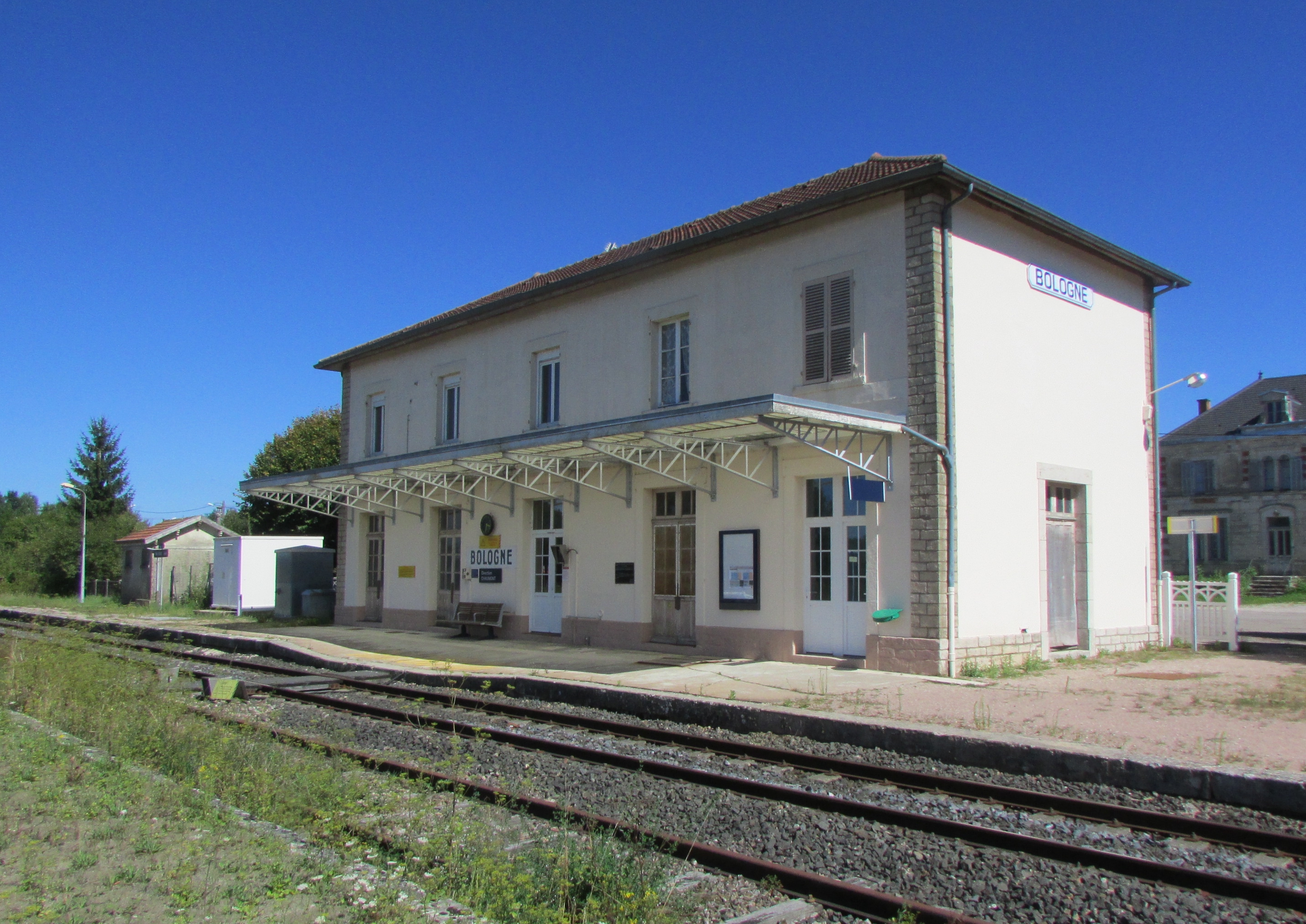
La gare.
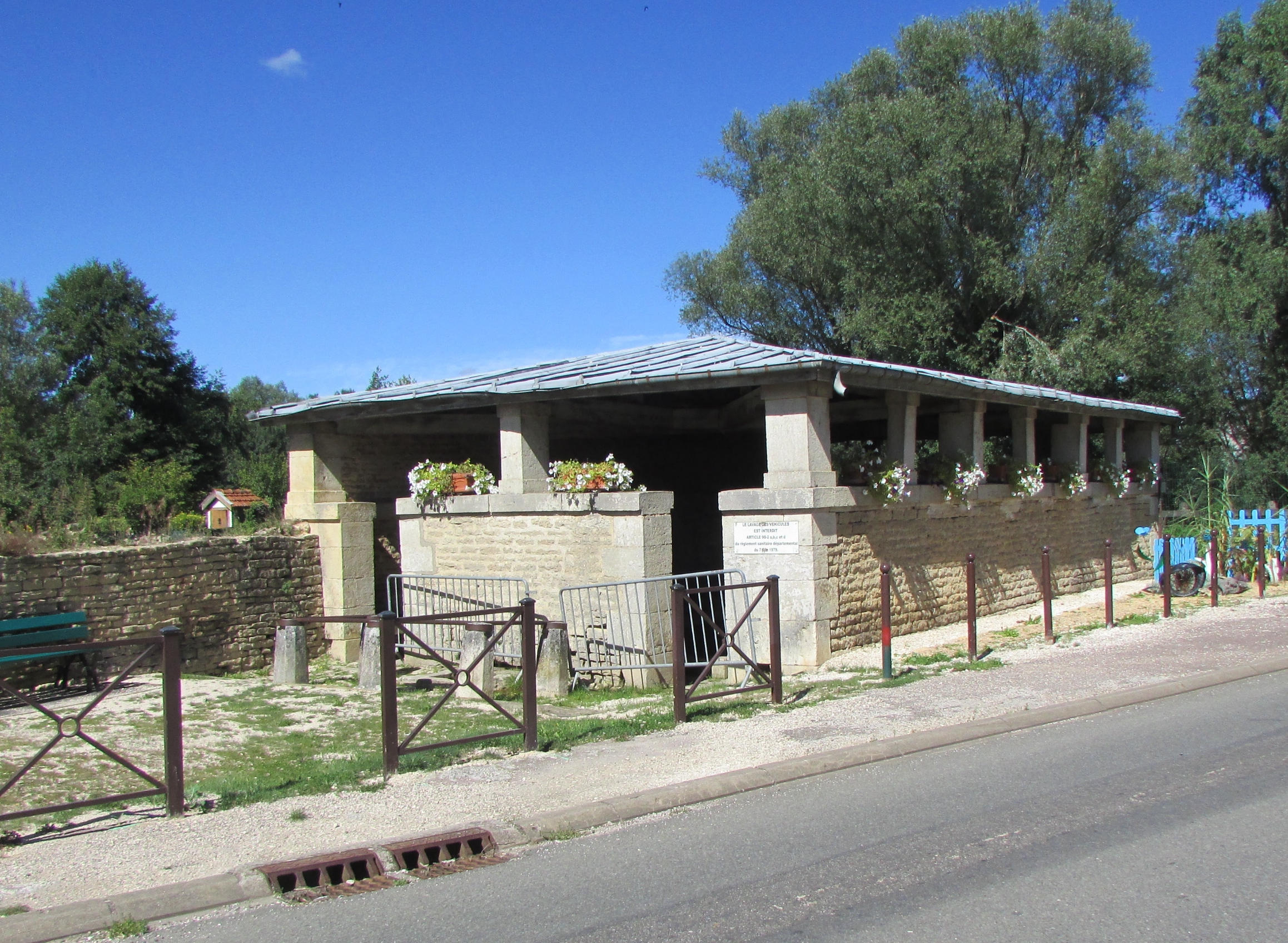
Le lavoir.
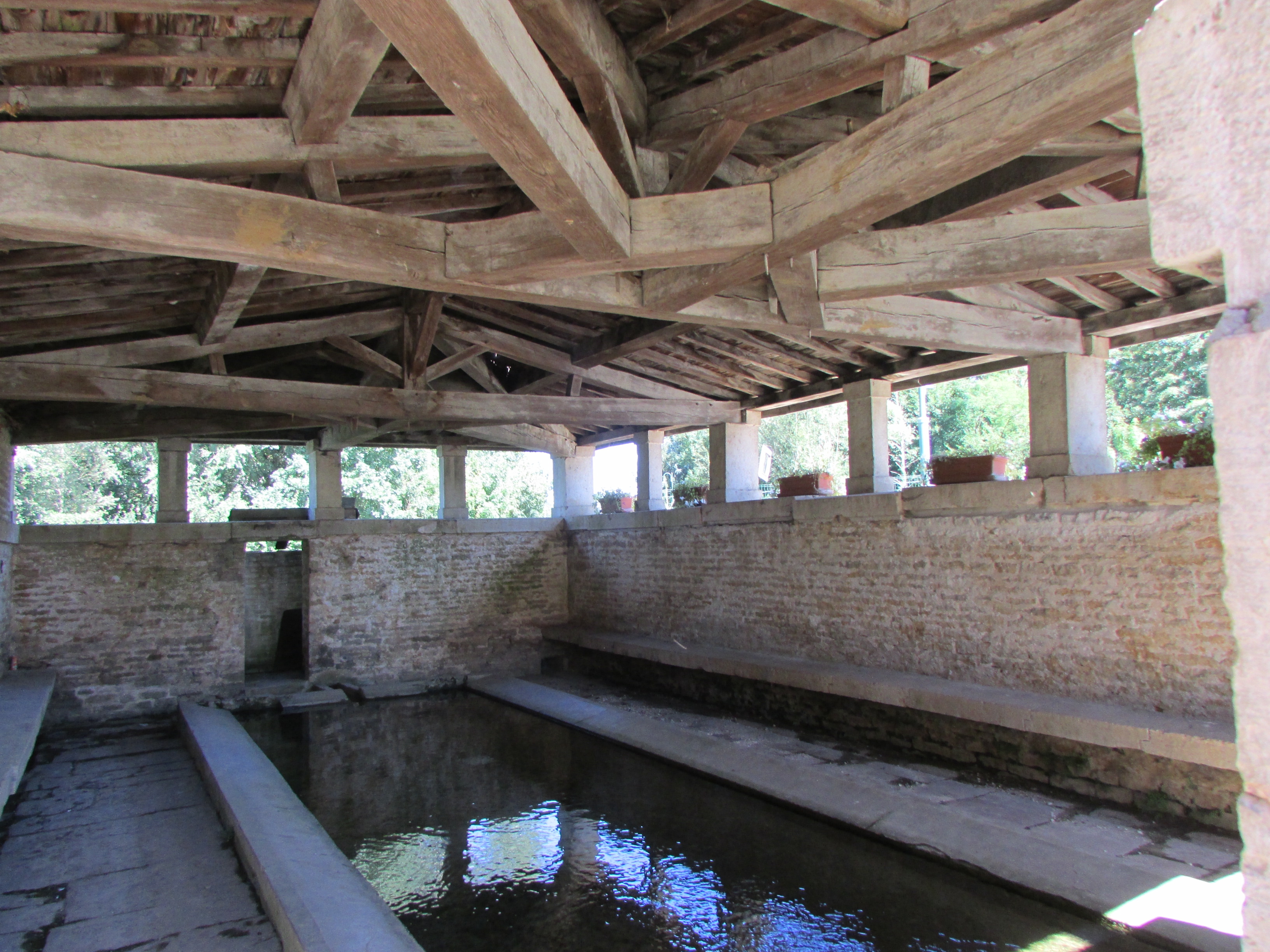
Intérieur du lavoir.

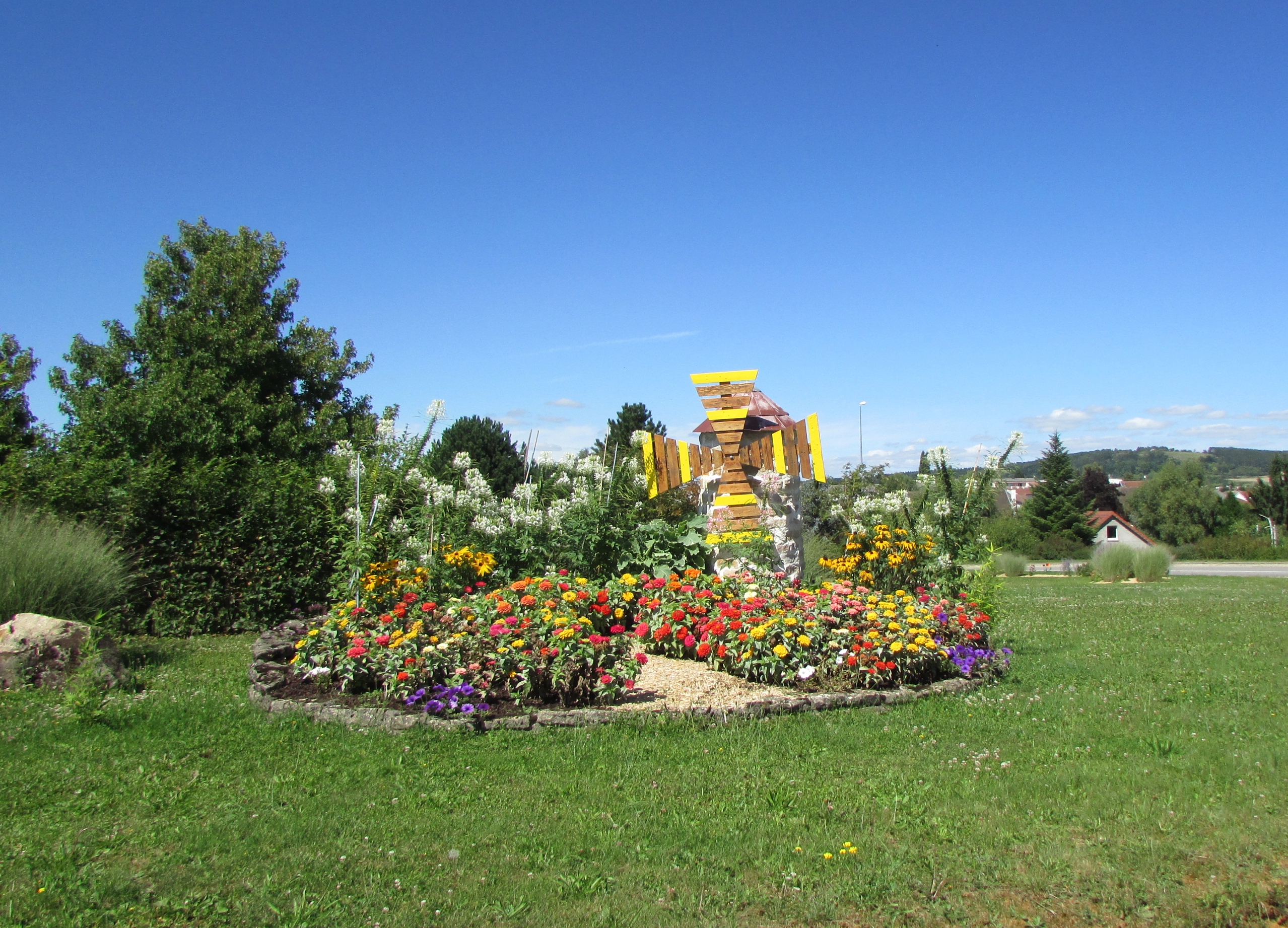
Bologne, ville fleurie.
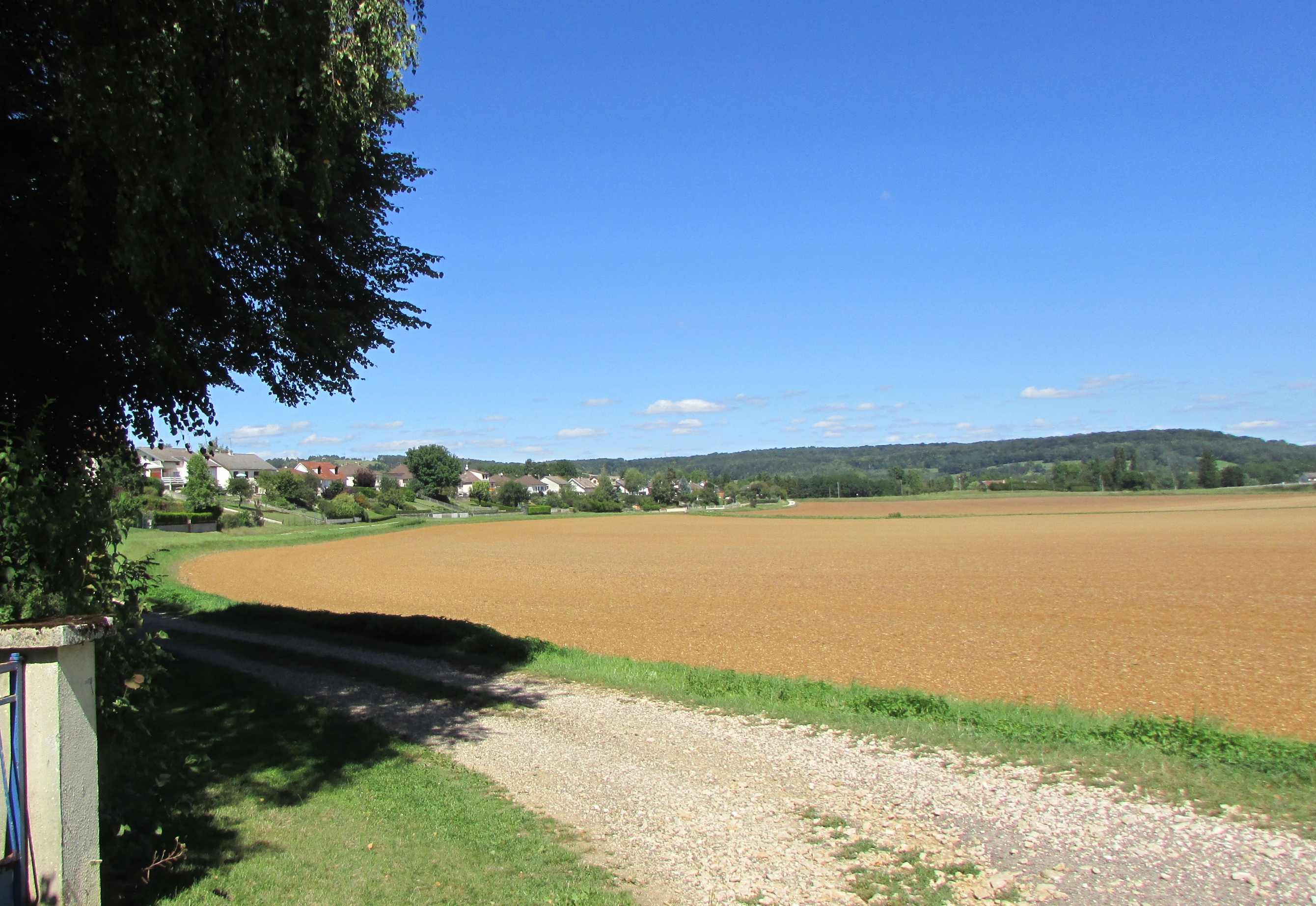
Vue générale.
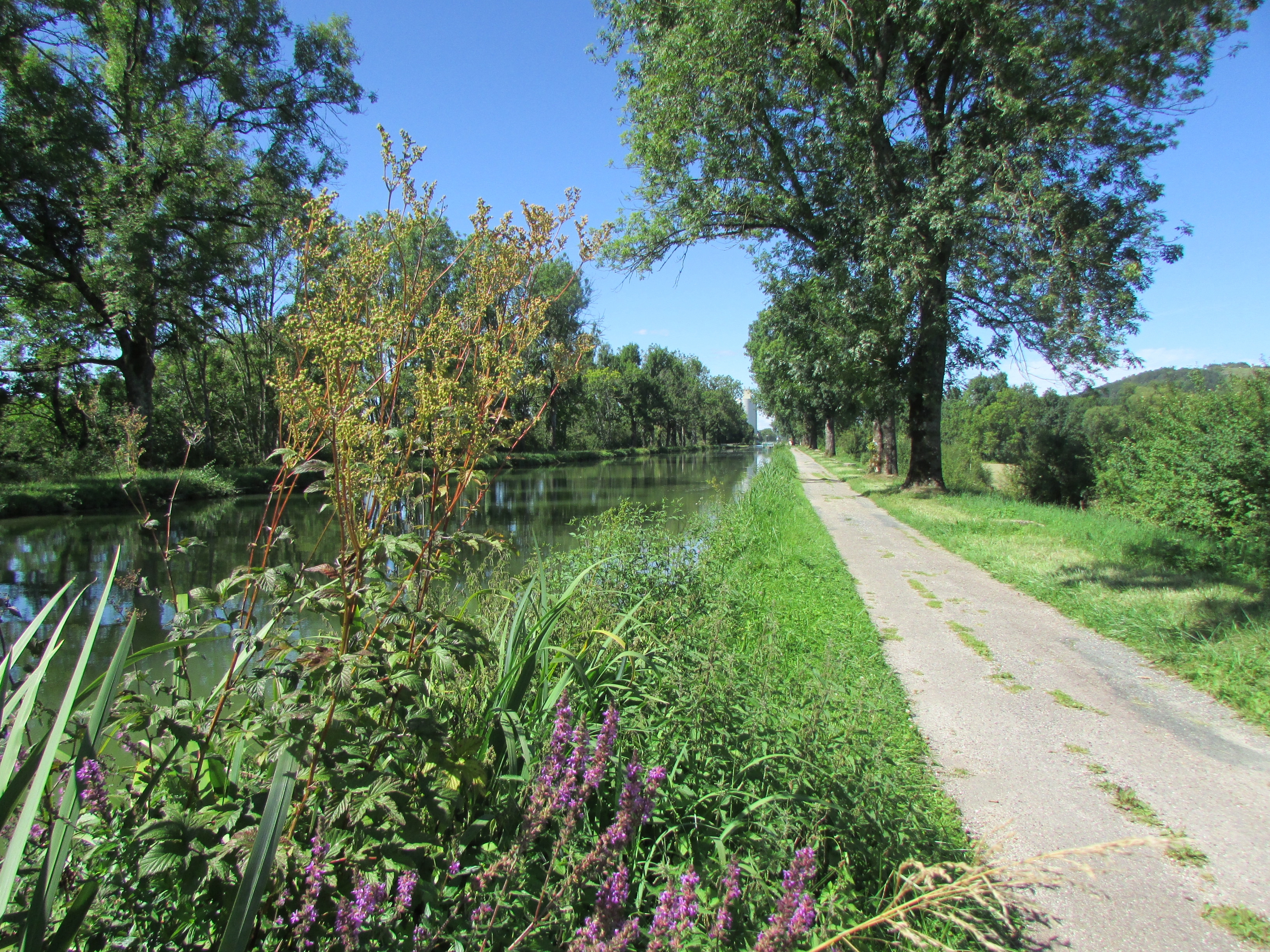
Le canal entre Champagne et Bourgogne.
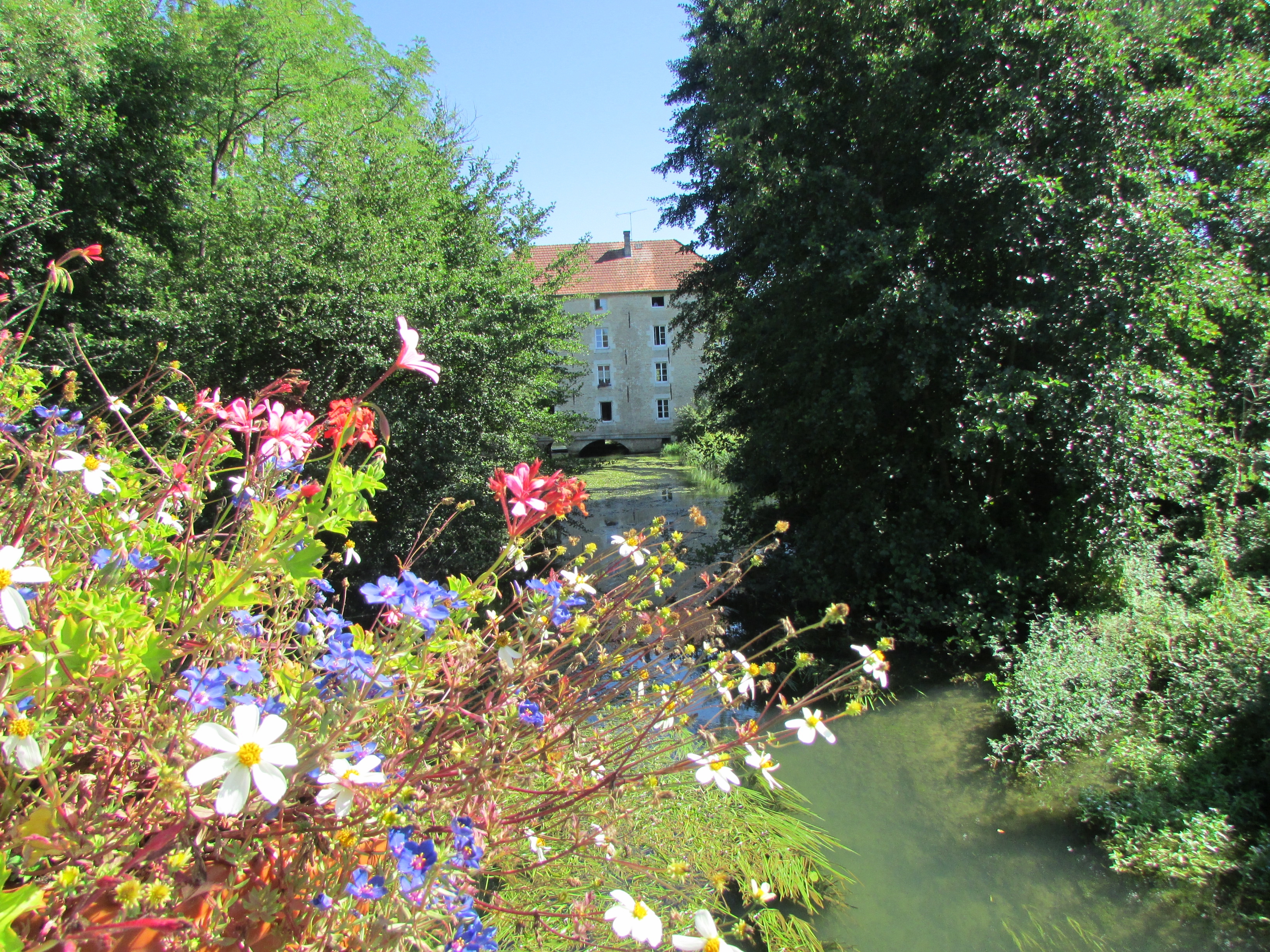
Ancien moulin sur la Marne.

### Cartes postales anciennes

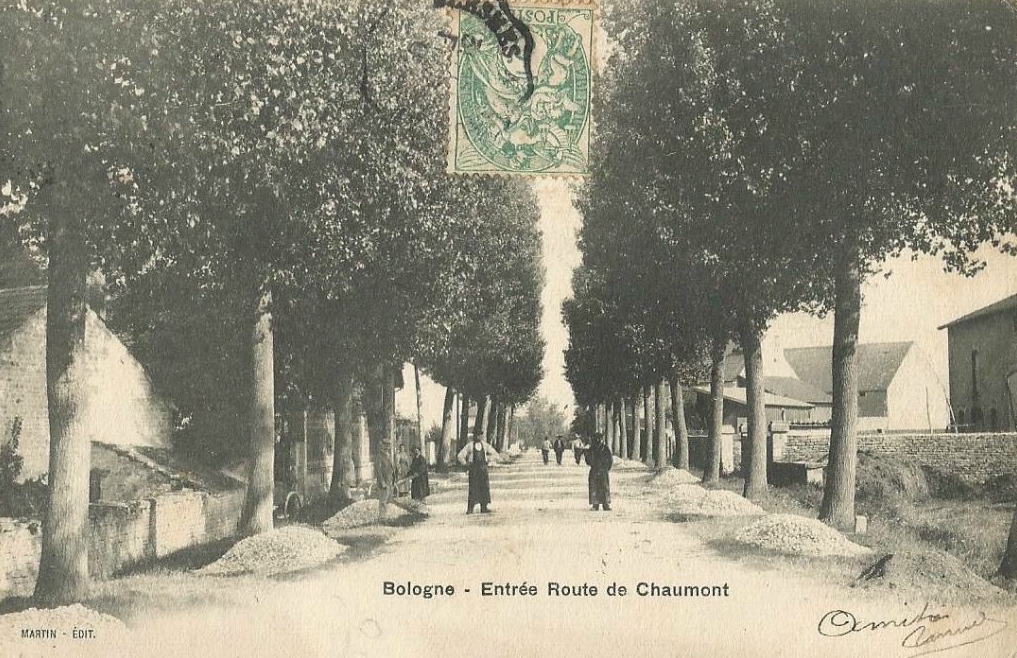
La route de Chaumont vers 1910.
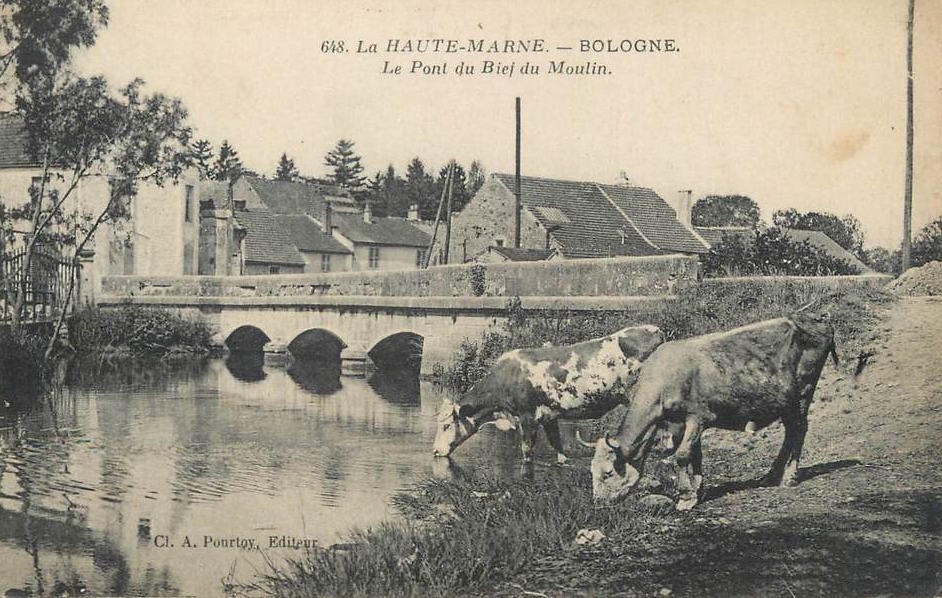
Le pont du Moulin.
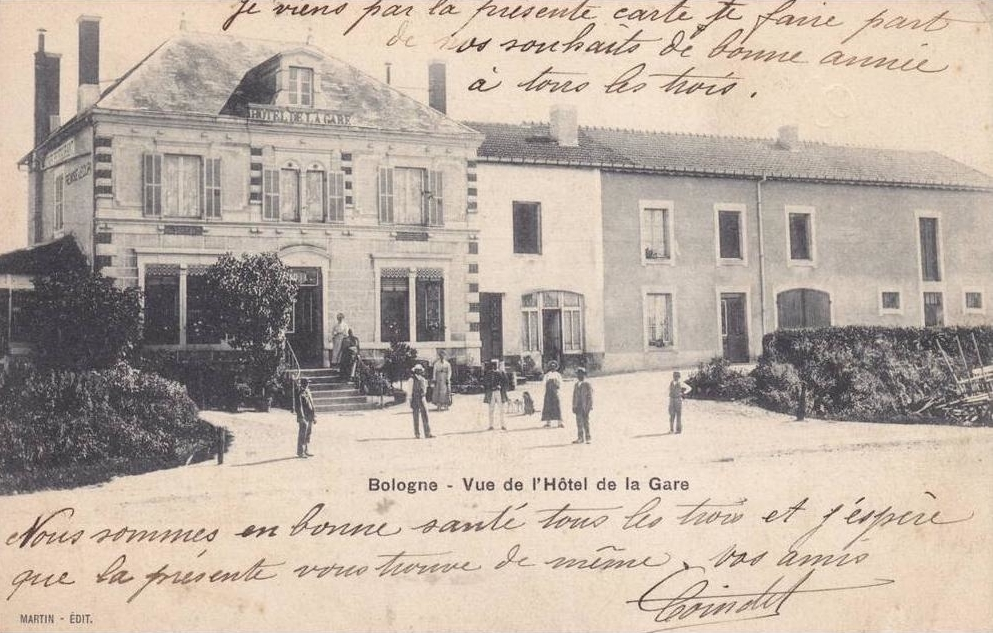
L'hôtel de la gare vers 1910.
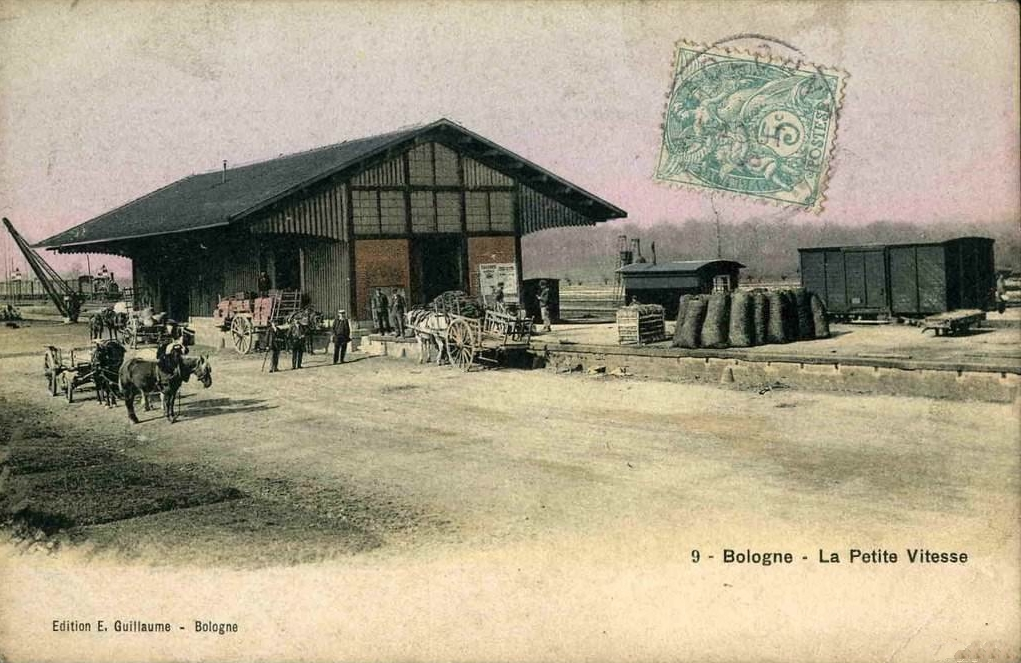
La gare vers 1910.
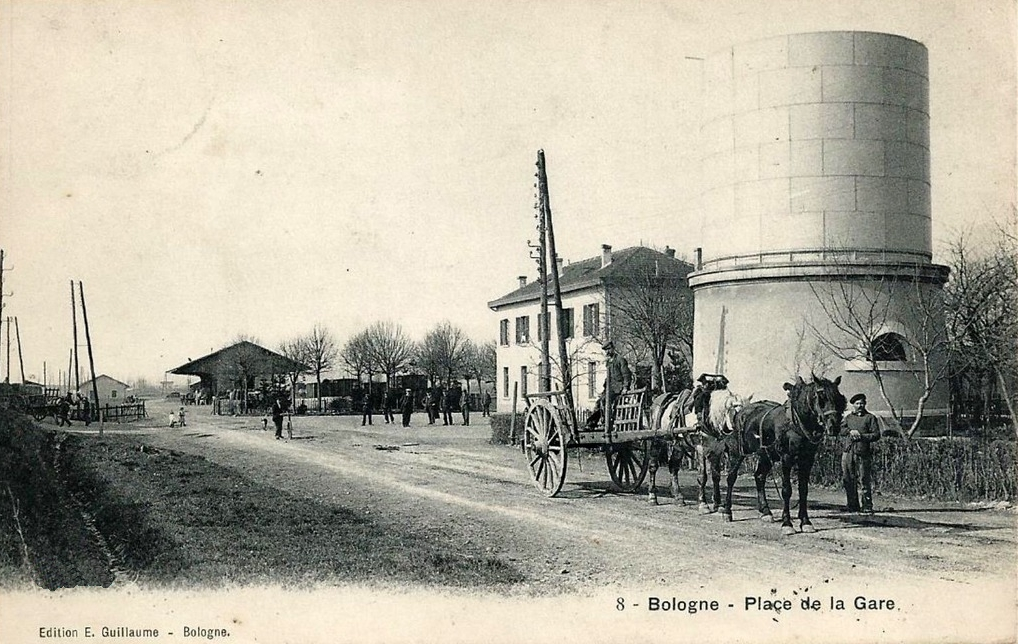
La gare vers 1910.